# Melinda nepalica
Melinda nepalica är en tvåvingeart som beskrevs av Hiromu Kurahashi och Thapa 1994. Melinda nepalica ingår i släktet Melinda och familjen spyflugor.
Artens utbredningsområde är Nepal. Inga underarter finns listade i Catalogue of Life.